# Bojiště (okres Havlíčkův Brod)
Bojiště (německy Bojischt) je obec v okrese Havlíčkův Brod v Kraji Vysočina. Žije zde 295 obyvatel.

## Název
Název se vyvíjel od varianty z Bojiště (1560), na Bogissti (1598), Bogischt a Bogisstie (1787). Místní jméno odkazuje na to, že vesnice vznikla po třicetileté válce v lese Na bojišti, kde stál kostel svatého Vojtěcha, který nechali postavit Trčkové na památku zápasu mezi lidem a královským vojskem v roce 1420.

## Historie
První písemná zmínka o obci pochází z roku 1560.

## Obyvatelstvo
| Rok            | 1869 | 1880 | 1890 | 1900 | 1910 | 1921 | 1930 | 1950 | 1961 | 1970 | 1980 | 1991 | 2001 | 2006 | 2014 | 2022 |
| -------------- | ---- | ---- | ---- | ---- | ---- | ---- | ---- | ---- | ---- | ---- | ---- | ---- | ---- | ---- | ---- | ---- |
| Počet obyvatel | 534  | 508  | 529  | 469  | 443  | 402  | 410  | 430  | 294  | 308  | 252  | 229  | 253  | 256  | 266  | 296  |

## Znak a vlajka
Právo užívat znak a vlajku bylo obci uděleno rozhodnutím Poslanecké sněmovny Parlamentu České republiky dne 25. listopadu 2011. V zeleném štítě znaku na stříbrném trávníku se nachází zlatý bojový vůz, z něhož vyrůstají vedle sebe tři vztyčená stříbrná kopí na zlatých násadách. Vlajku tvoří dva vodorovné pruhy, zelený a bílý, v poměru 4 : 1. Na bílém pruhu stojí žlutý bojový vůz, z něhož vyrůstají vedle sebe tři bílá kopí na žlutých násadách. Poměr šířky k délce listu je 2 : 3.

## Pamětihodnosti
- Kostel sv. Vojtěcha (Malé Bojiště)
- Lípa sv. Vojtěcha (Malé Bojiště)
- Kamenný kříž u hřbitova (Malé Bojiště)
- Pomník bitvy u Melechova (Malé Bojiště)
- Kamenný kříž s krucifixem (v centru obce)
- Kamenný kříž s krucifixem (na rozcestí směrem na Ledeč nad Sázavou)

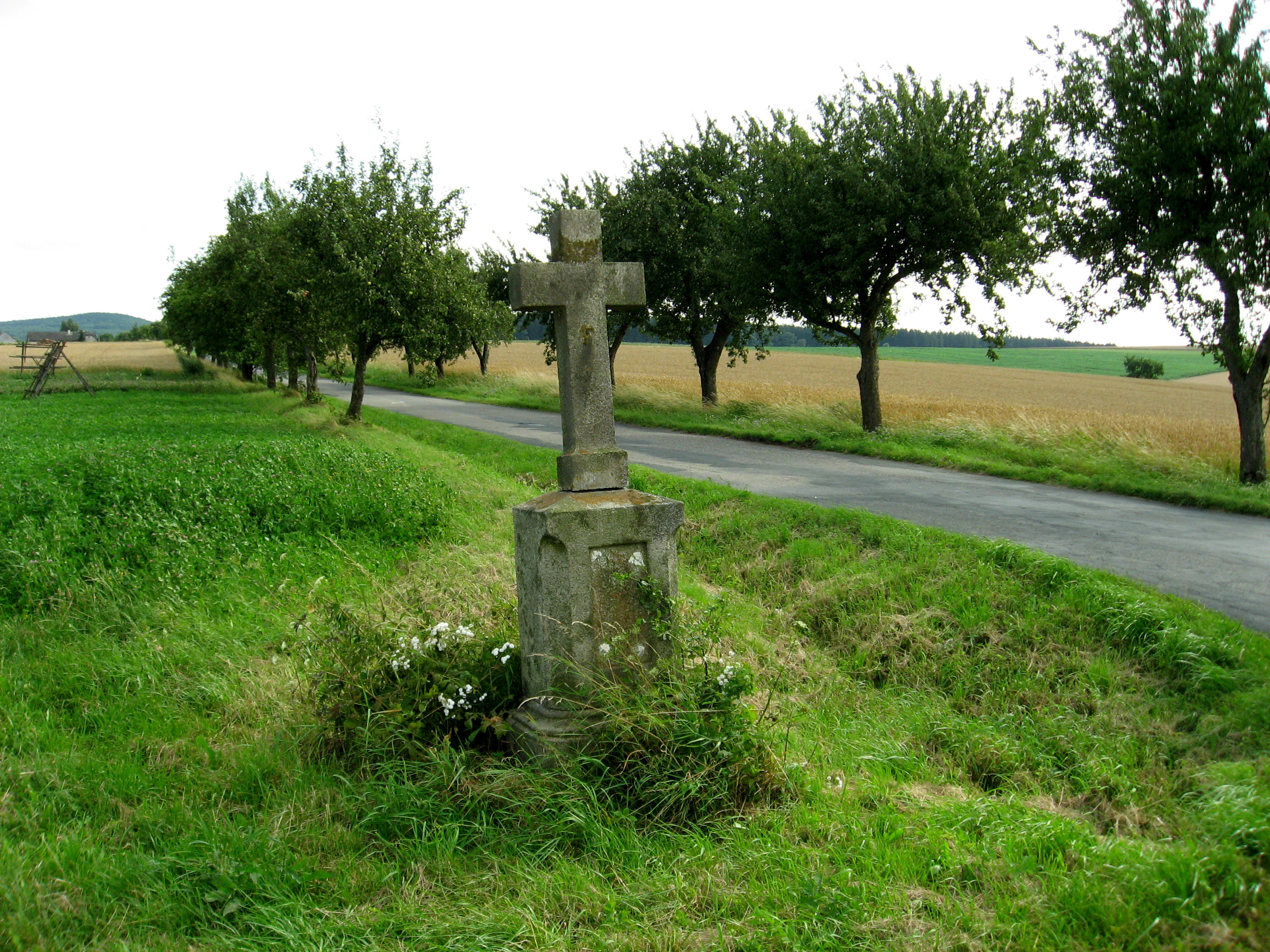
Kamenný kříž u rozcestí
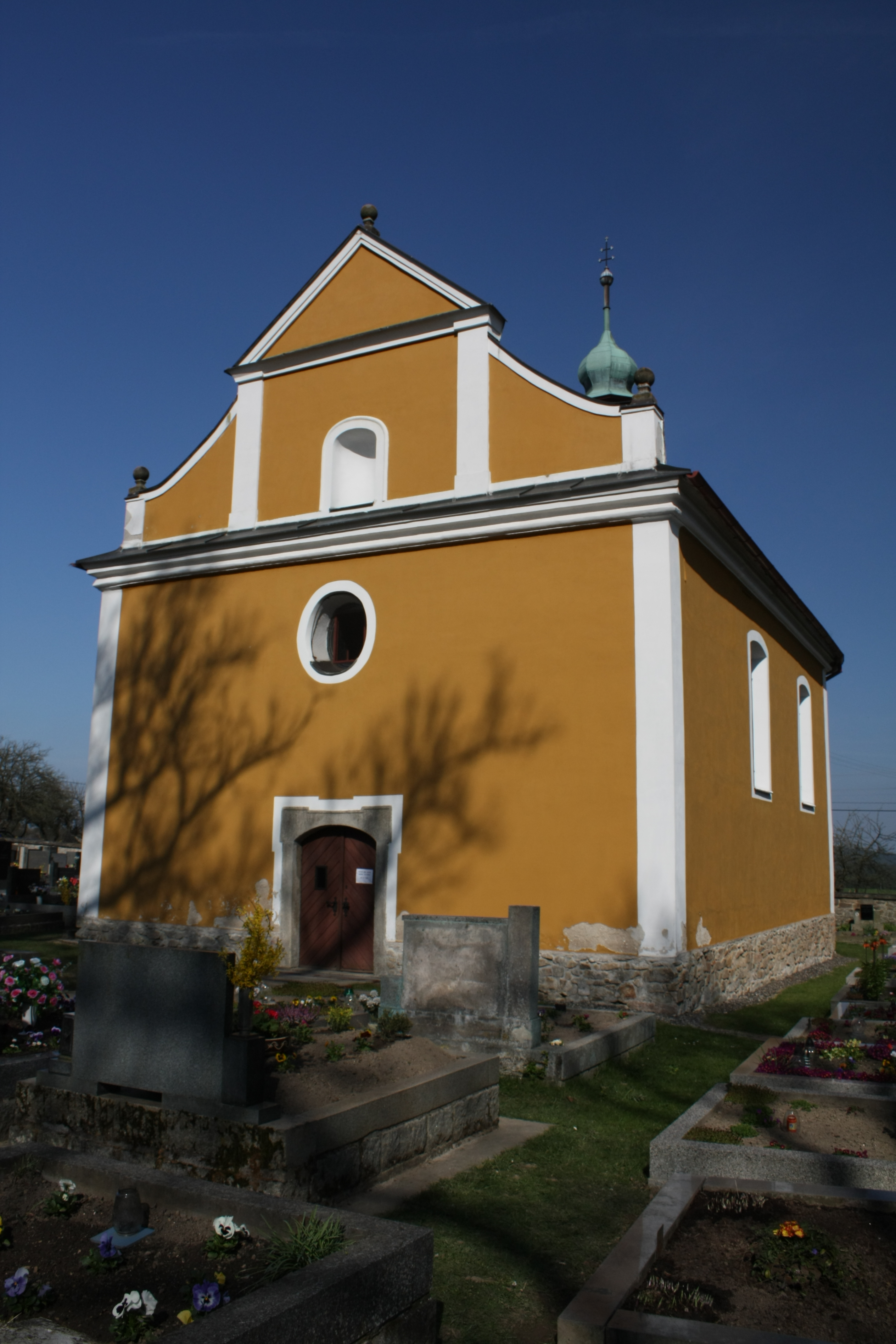
Kostel sv. Vojtěcha
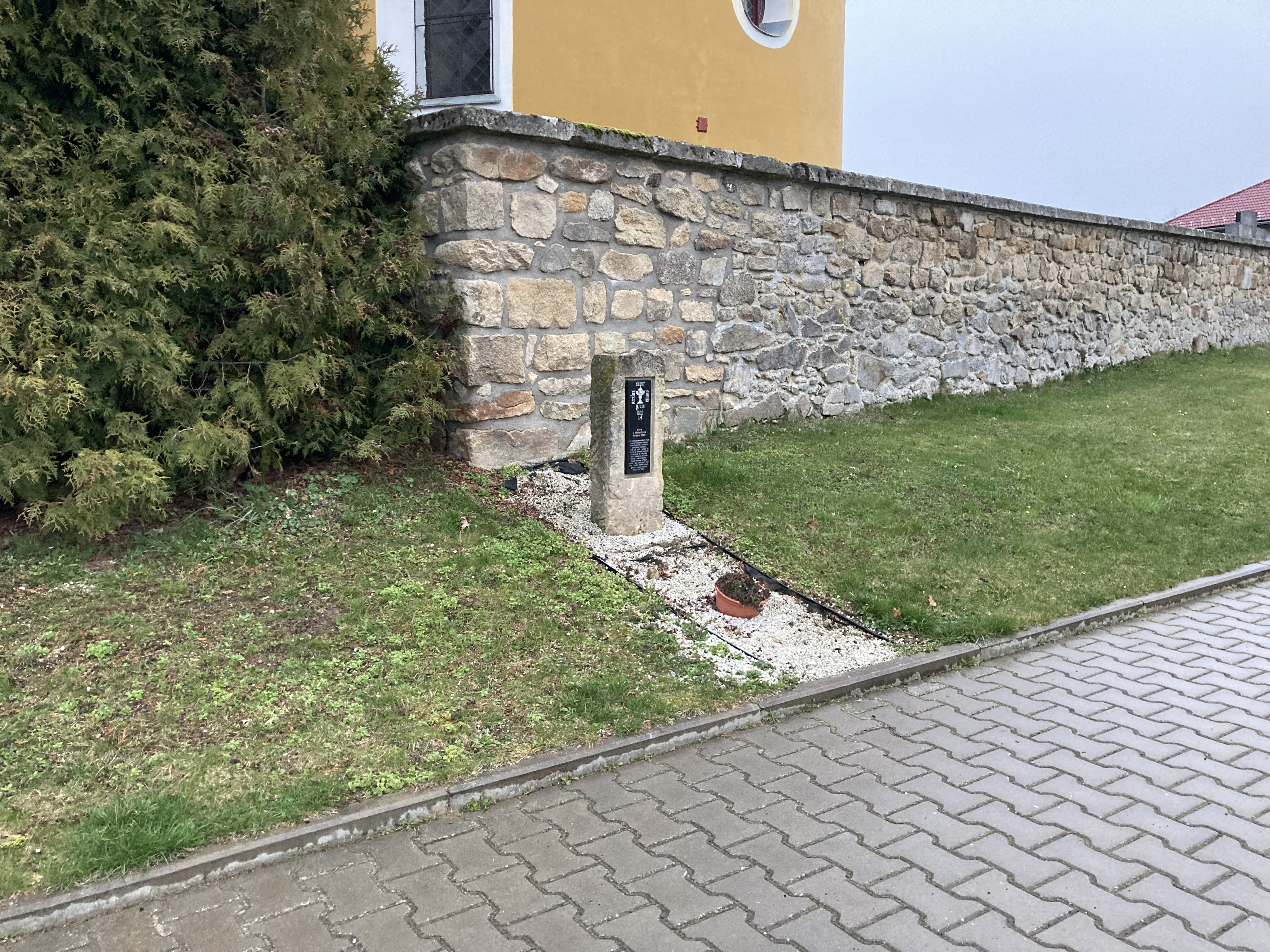
Pomník bitvy u Melechova
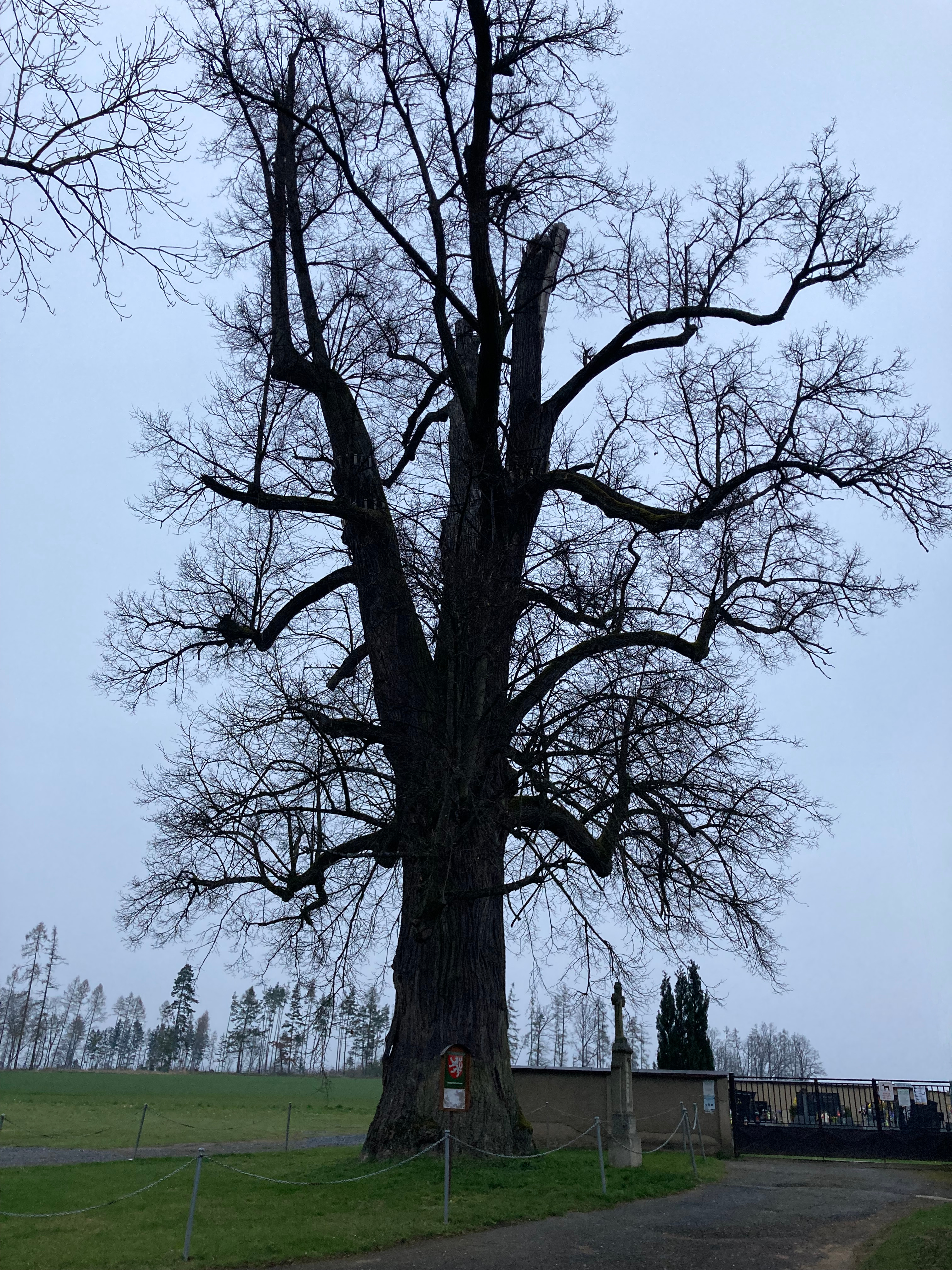
Lípa sv. Vojtěcha

## Významné osobnosti
- Jan Valchář (1867–1926), řídící učitel v Bojišti, konzervátor a autor knih o památkách Ledečska

## Části obce
- Bojiště
  - osada Malé Bojiště
- Mstislavice
- Veliká
  - osady Háj, Kocanda, Rybníčky